# Oksan-myeon, Uieseong-gun
Oksan-myeon (koreanska: 옥산면) är en socken i kommunen Uiseong-gun i provinsen Norra Gyeongsang i den centrala delen av Sydkorea, 210 km sydost om huvudstaden Seoul.